# Покровський історико-краєзнавчий музей
КЗК «Покровський історико-краєзнавчий музей» — музей у смт Покровському, заснований 22 листопада 1969 року, в червні 1971 присвоєно звання народного. Знаходиться в окремій будівлі площею 315 кв. м. В музеї знаходяться документальні, фотографічні і речові джерела з історії та етнографії району, всього 3300 одиниць музейних предметів.

## Історія
З ініціативи Олени Михайлівни Дерімової в листопаді 1969 року було відкрито районний історико-краєзнавчий музей. О. М. Дерімова стала його директором. На початку в музеї було дві зали, згодом розширилися до п'яти. Станом на 2013 рік функціонувало одинадцять залів.

## Зали музею
У музеї працюють зали:
- давньої історії і козацької доби;
- дореволюційного часу;
- громадянської війни;
- періоду 1930—1940-х років;
- Великої Вітчизняної війни;
- визволителів району;
- відбудовчого періоду;
- природи рідного краю;

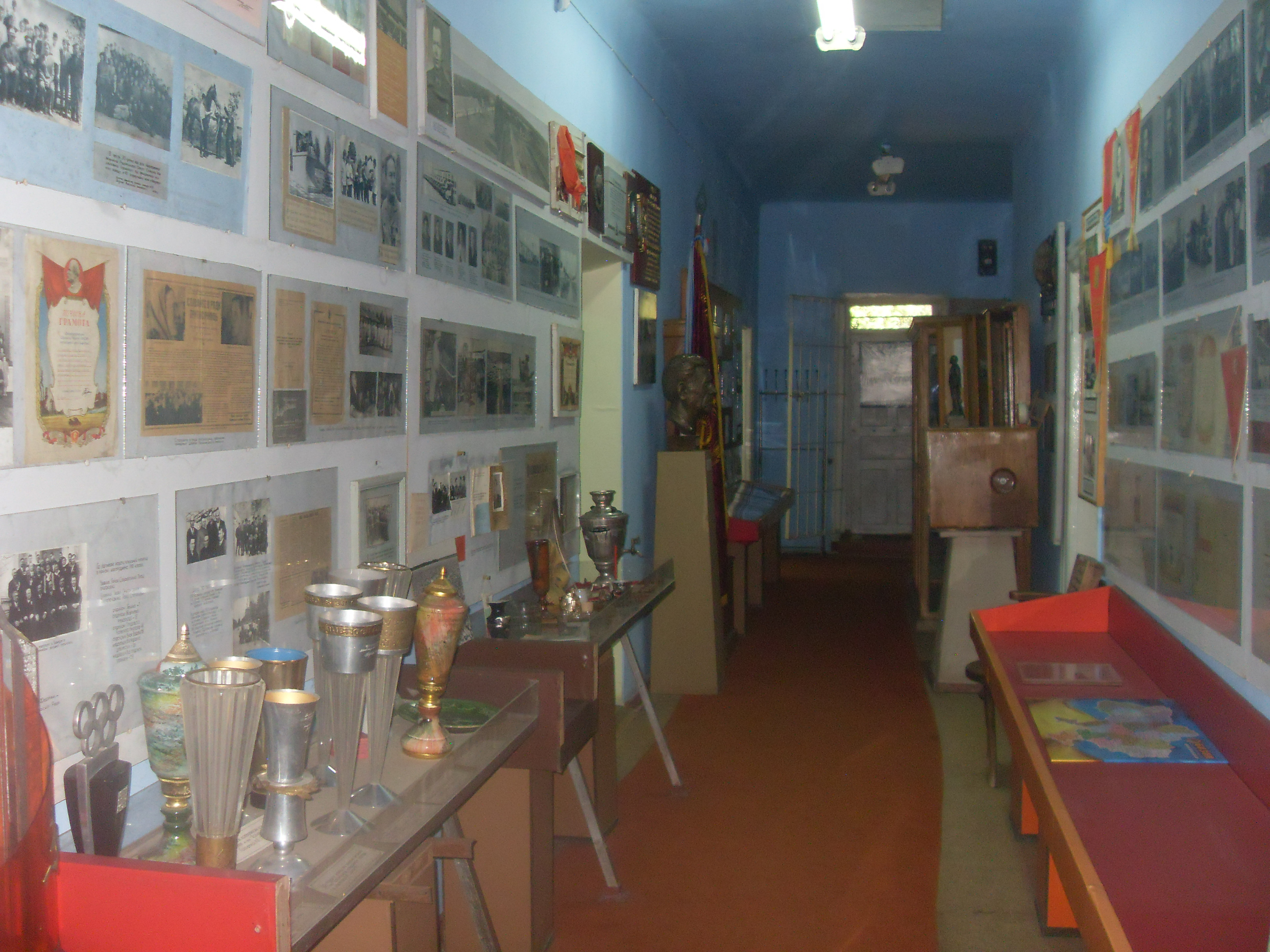

- архітектури і побуту XVIII–XIX століть (селянська хата);
- «Афганістан — біль і пам'ять» (пам'яті воїнів інтернаціоналістів);
- сучасності.